# キミ記念日〜生まれて来てくれてアリガトウ。〜
『キミ記念日〜生まれて来てくれてアリガトウ。〜』は、Sonar Pocketの12枚目のシングル。2012年11月7日に徳間ジャパンコミュニケーションズよりリリースされた。

## 概要
前作より3ヶ月ぶりとなるシングル。表題曲はテレビ朝日系『ポータル ANNニュース&スポーツ』2012年10月度エンディングテーマおよびよみうりランド「ジュエルミネーション2012」キャンペーンソング。
2015年・2016年の高谷裕亮登場曲。

## ミュージック・ビデオ
ショートバージョンが2012年10月24日に、フルバージョンが2021年2月6日に公開。2023年3月現在300万回以上再生されている。

## 収録曲
全曲作詞：Sonar Pocket
1. キミ記念日〜生まれて来てくれてアリガトウ。〜
作曲：Sonar Pocket・GRP／編曲：真部裕・soundbreakers[3]
2. パーティータイム!
作曲：Sonar Pocket・木之下慶行／編曲：木之下慶行
3. キミ記念日〜生まれて来てくれてアリガトウ。〜(instrumental)
4. パーティータイム!(instrumental)

初回限定盤DVD
1. キミ記念日〜生まれて来てくれてアリガトウ。〜 (Music Video)
2. キミ記念日〜生まれて来てくれてアリガトウ。〜 (Music Video メイキング & オフショット)

## 収録作品・カバー
| 発売日         | タイトル                                     |
| -------------- | -------------------------------------------- |
| 2013年2月6日   | ソナポケイズム④ 〜君という花〜               |
| 2013年9月3日   | ソナポケイズム SUPER BEST                    |
| 2016年12月21日 | ソナポケイズム THE FINAL 〜7th Anniversary〜 |

## テレビ演奏
- 2012年11月16日 - テレビ朝日系「ミュージックステーション」[5]